# Arbres et arbustes sous la neige
Arbres et arbustes sous la neige (en allemand : Bäume und Sträucher im Schnee) est un tableau du peintre allemand Caspar David Friedrich, réalisé vers 1825. Il fait partie de la collection de la Galerie Neue Meister à Dresde en Allemagne.